# Раффе, Огюст
Огюст Раффе (полное имя Дени Огюст Мари Раффе; 2 марта 1804, Париж — 16 февраля 1860, Генуя) — французский художник, иллюстратор, баталист и униформист.

## Биография

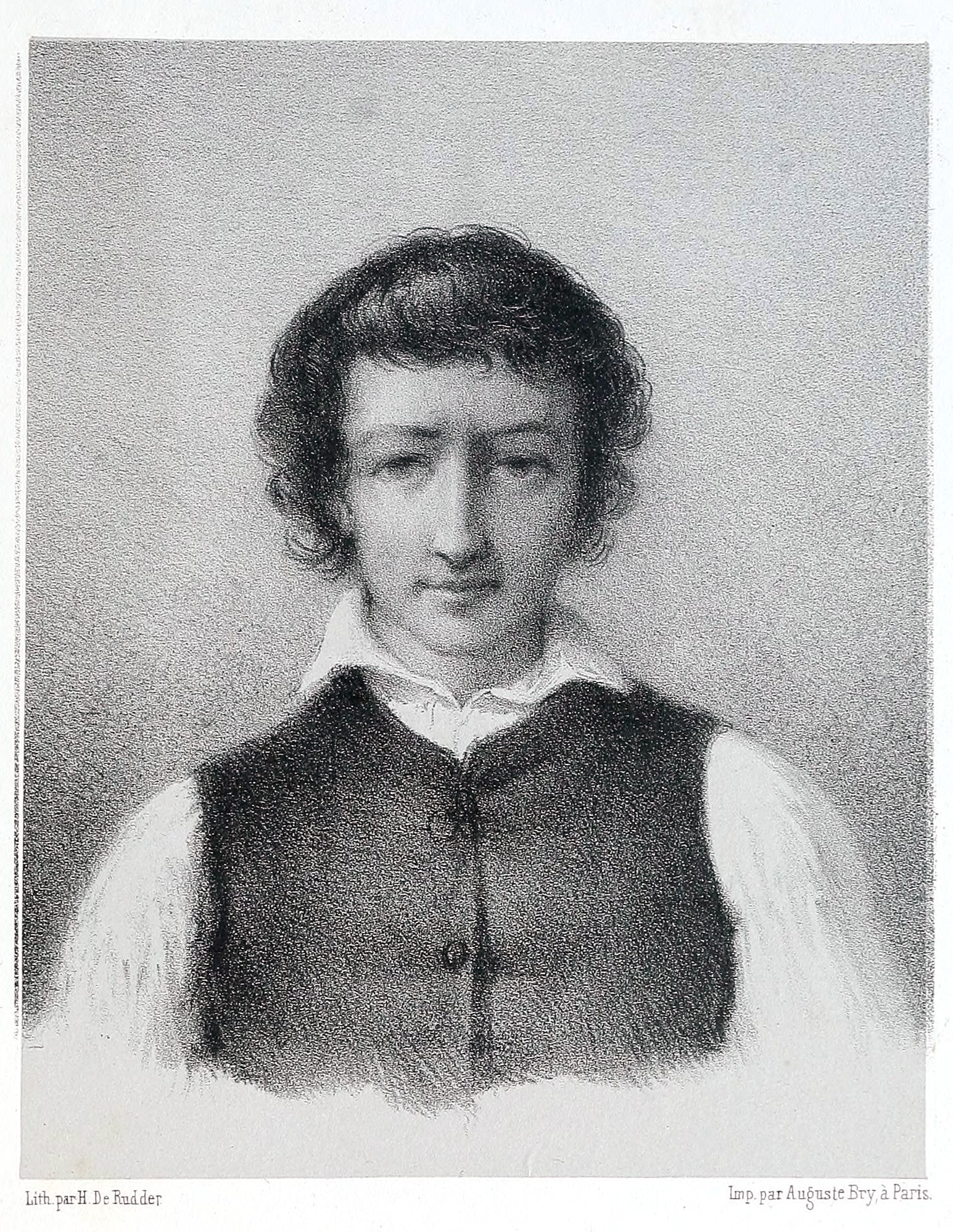
Автопортрет Раффе

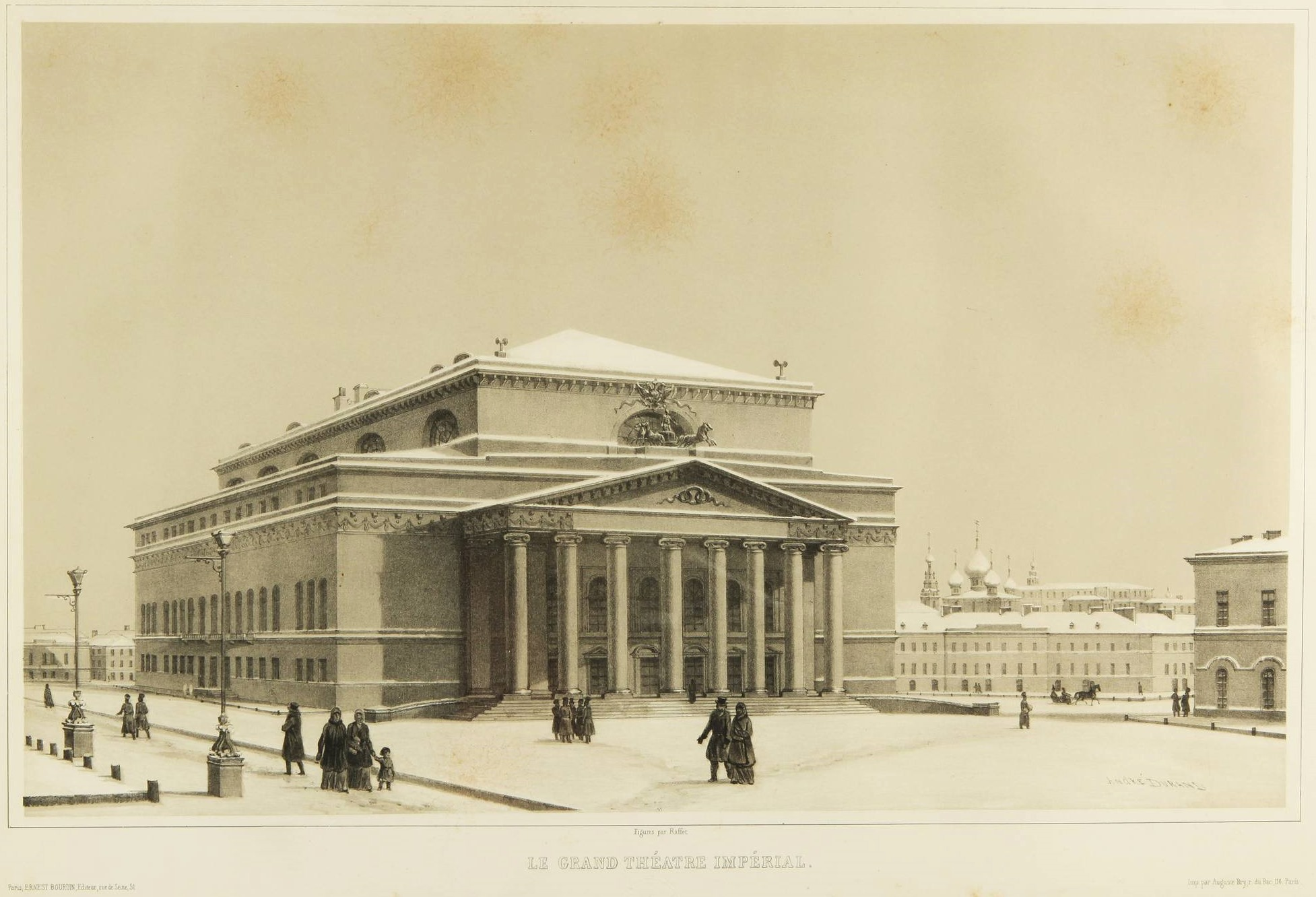
Москва. Большой театр в 1839, гравюра по рисунку Раффе.

Родился в Париже. Являлся племянником бригадного генерала Николя Раффе, революционера и военачальника, заработавшего свой генеральский чин на площадях Парижа, вечного соперника Франсуа Анрио за должность командующего Национальной гвардией. За период революции генерал Раффе дважды был арестован: его подозревали в недостаточно левых взглядах, а потом и вовсе в симпатиях к роялистам — за нерешительное поведение при разразившемся Вандемьерском мятеже, подавлять который в итоге пришлось Бонапарту. За месяц до рождения племянника генерал скончался, поэтому каких-либо дивидендов это родство художнику не принесло.
В юном возрасте Раффе был учеником врача, но увлёкся рисунком, и стал посещать вечерние художественные занятия. Сперва Раффе привлекала роспись по фарфору, и он поступил художником в Севр. Затем, решив заняться большой живописью, Раффе сперва практиковался в парижской частной академии Сюиса, где преподавания как такового не велось, однако за умеренную плату начинающие художники могли воспользоваться помещением и услугами натурщиков. Затем Раффе обучался в Национальной высшей школе изящных искусств, после этого учился у художников Гро и Шарле и надеялся выиграть Римскую премию, а когда это не удалось, сосредоточился на гравюре и литографии.

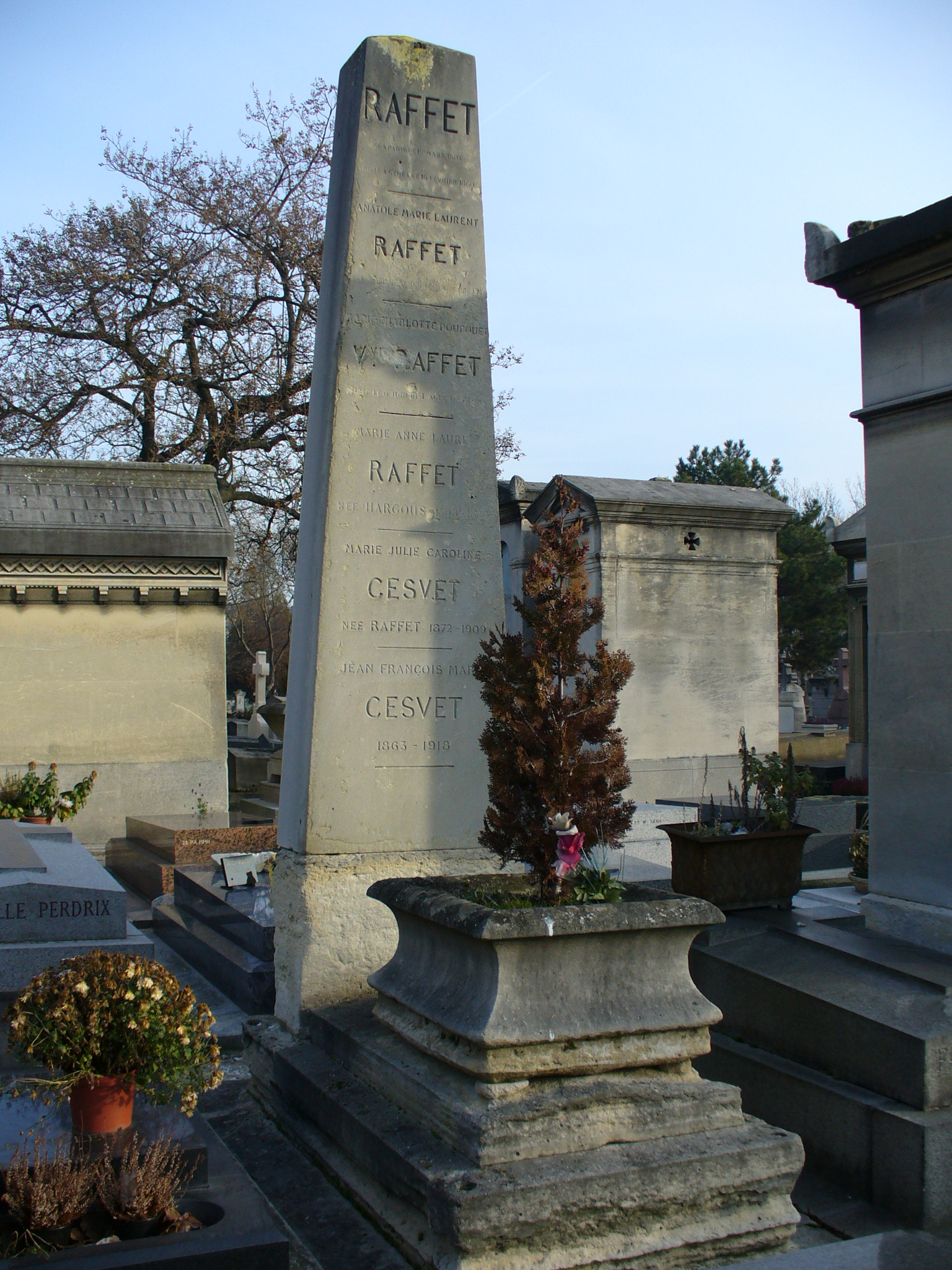
Могила О. Раффе во Франции.Кладбище Монпарнас, 11-й дивизион.

Став профессиональным художником в эпоху правления Луи-Филиппа, лояльно относившегося к Наполеону, Раффе посвящает свои работы битвам и походам наполеоновской армии, славе Императорской гвардии, несгибаемости её прославленных гренадер. Как художник, Раффе внёс значительный вклад в формирование наполеоновской легенды, и его работы до сих пор широко используются при оформлении соответствующих книг.
В 1837 году он участвовал в научной экспедиции в Россию под руководством князя Анатоля Демидова, вместе с двадцатью двумя французскими учеными, писателями и художниками, включая Луи-Огюста де Сайнсона и критика Жюля Жанена. Ряд работ опубликованы в книге «Путешествии по югу России и Крыму» (4 тома, 1838—1848), в том числе 100 литографированных пластин с подписью Raffet.
Не оставаясь в стороне и от современных ему событий, художник изображал также осаду Антверпена, завоевание французами Алжира, поход французской армии на Рим для подавления революции 1848-49 года.
Как художник-иллюстратор, Раффе создал гравюры для знаменитых исторических работ Тьера, путеводителей по российским и европейским городам, изданных герцогом Демидовым Сан-Донато, и ряда других изданий.
Огюст Раффе скончался в 1860 году в Генуе, его тело было вывезено в Париж и похоронено на кладбище Монпарнас. Именем художника в Париже названа улица.

## Галерея

### Великая французская революция

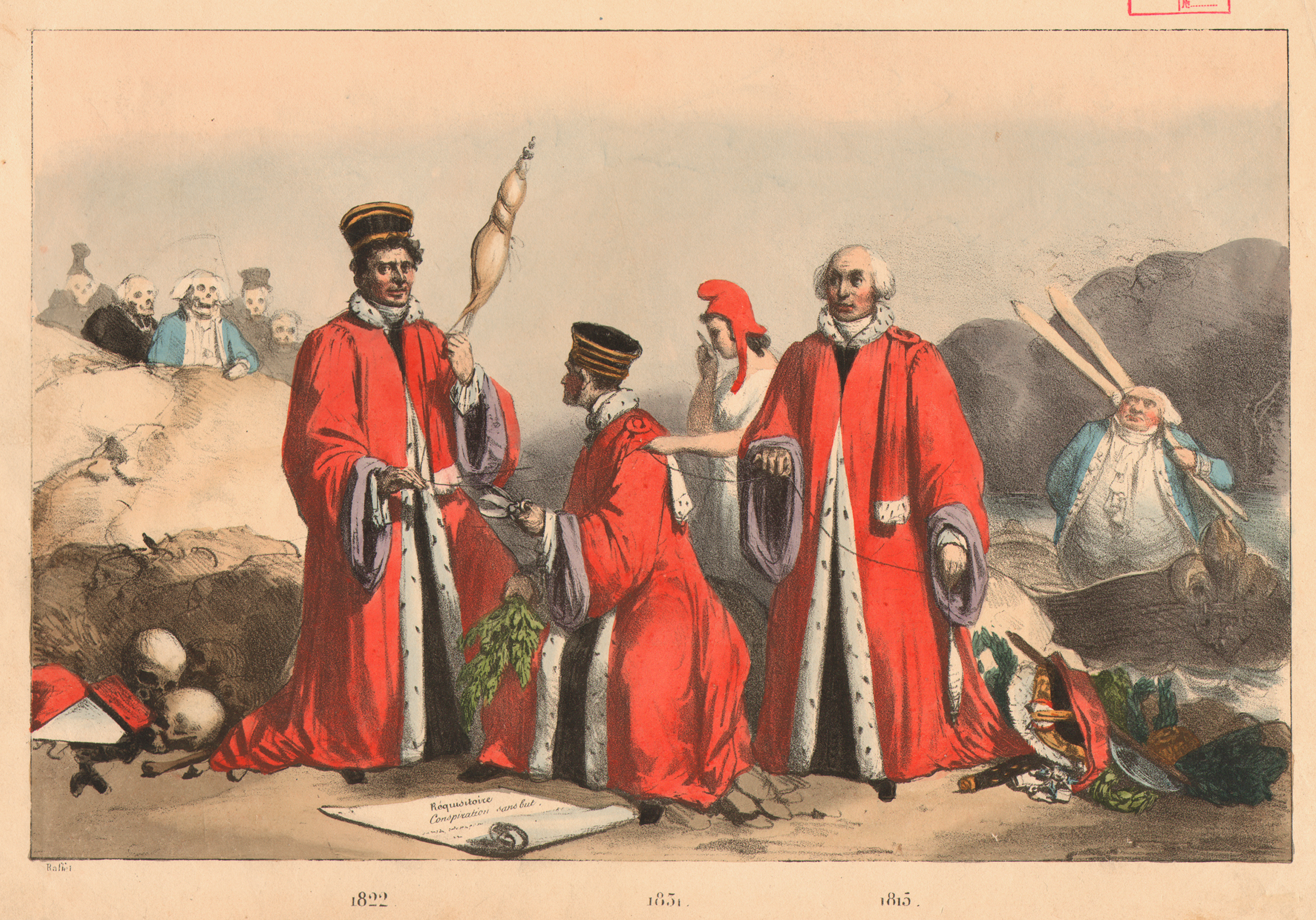
Королевская прокуратура, литография, акварель
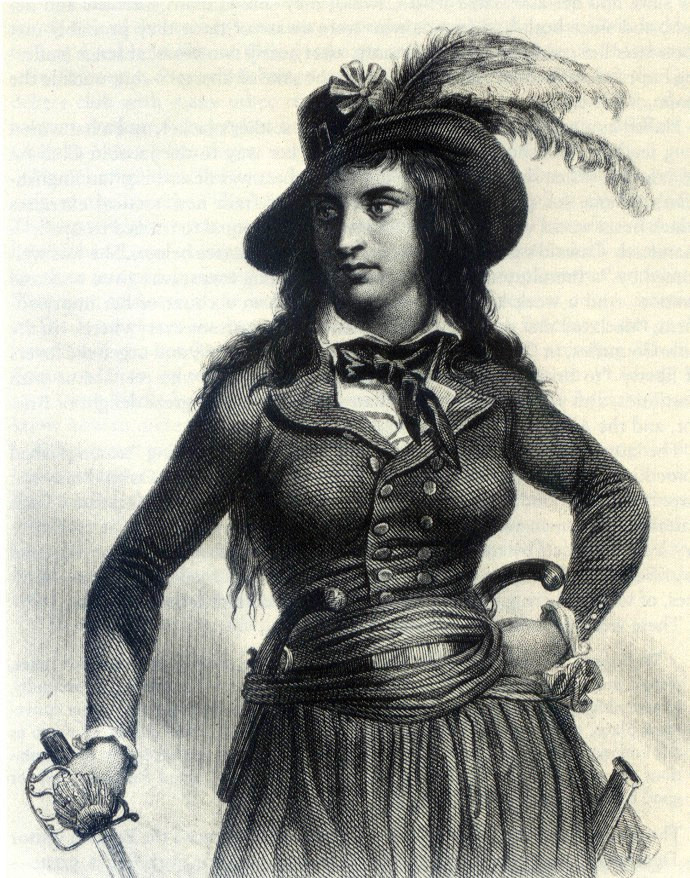
Портрет Теруань де Мерикур
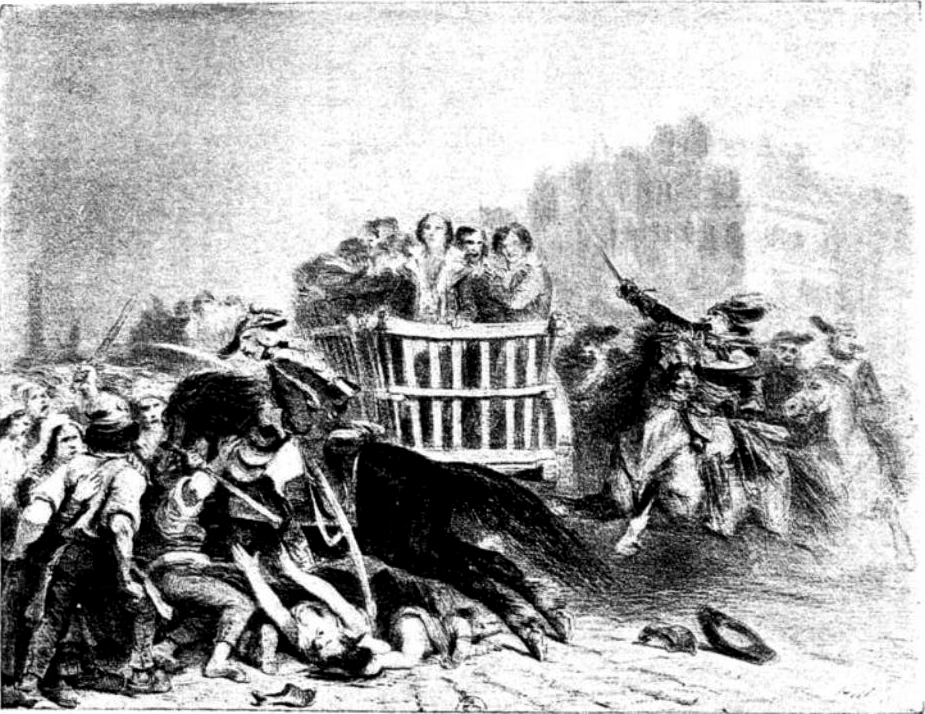
Казнь Шаретта
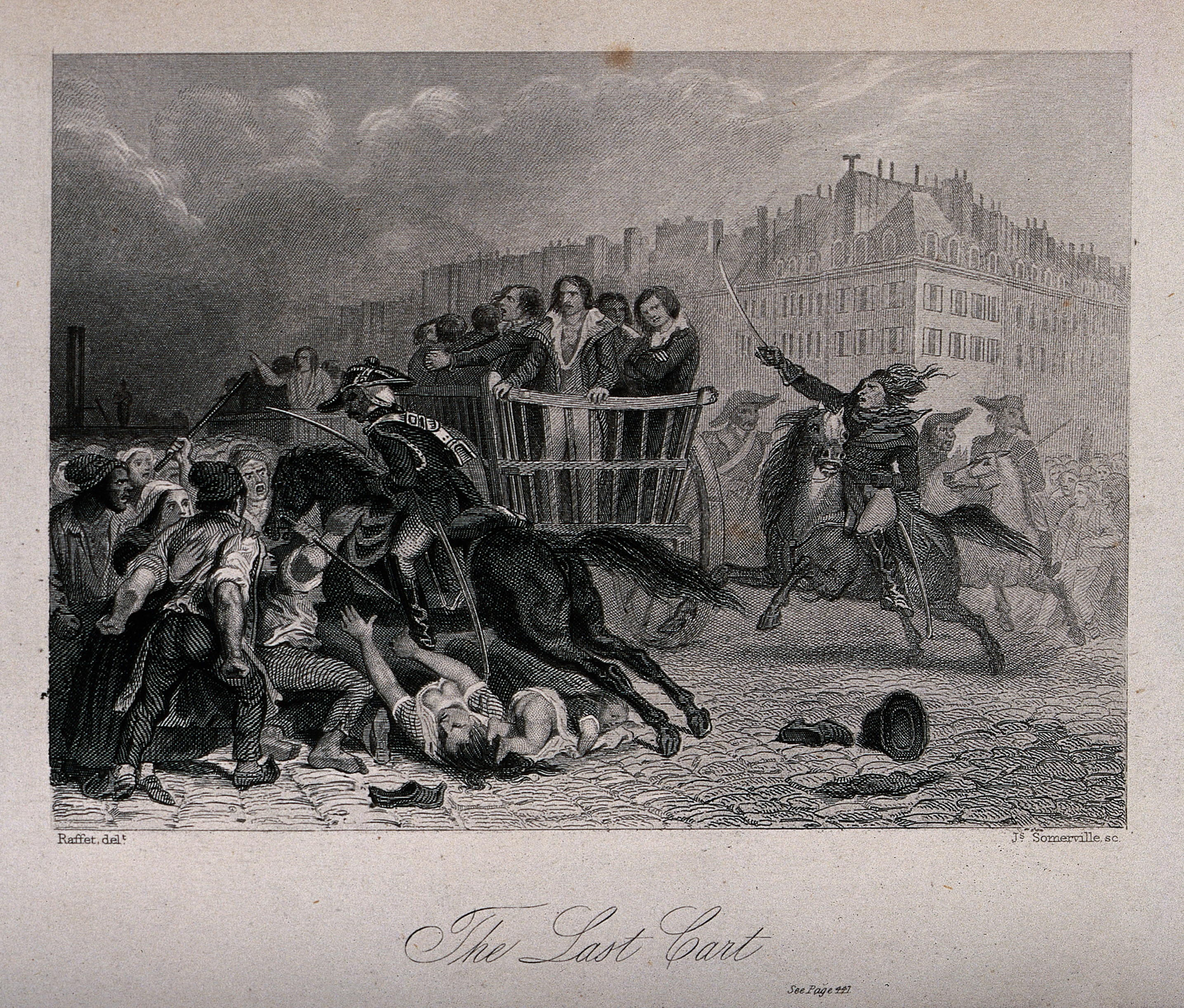
Заключённых везут на гильотину
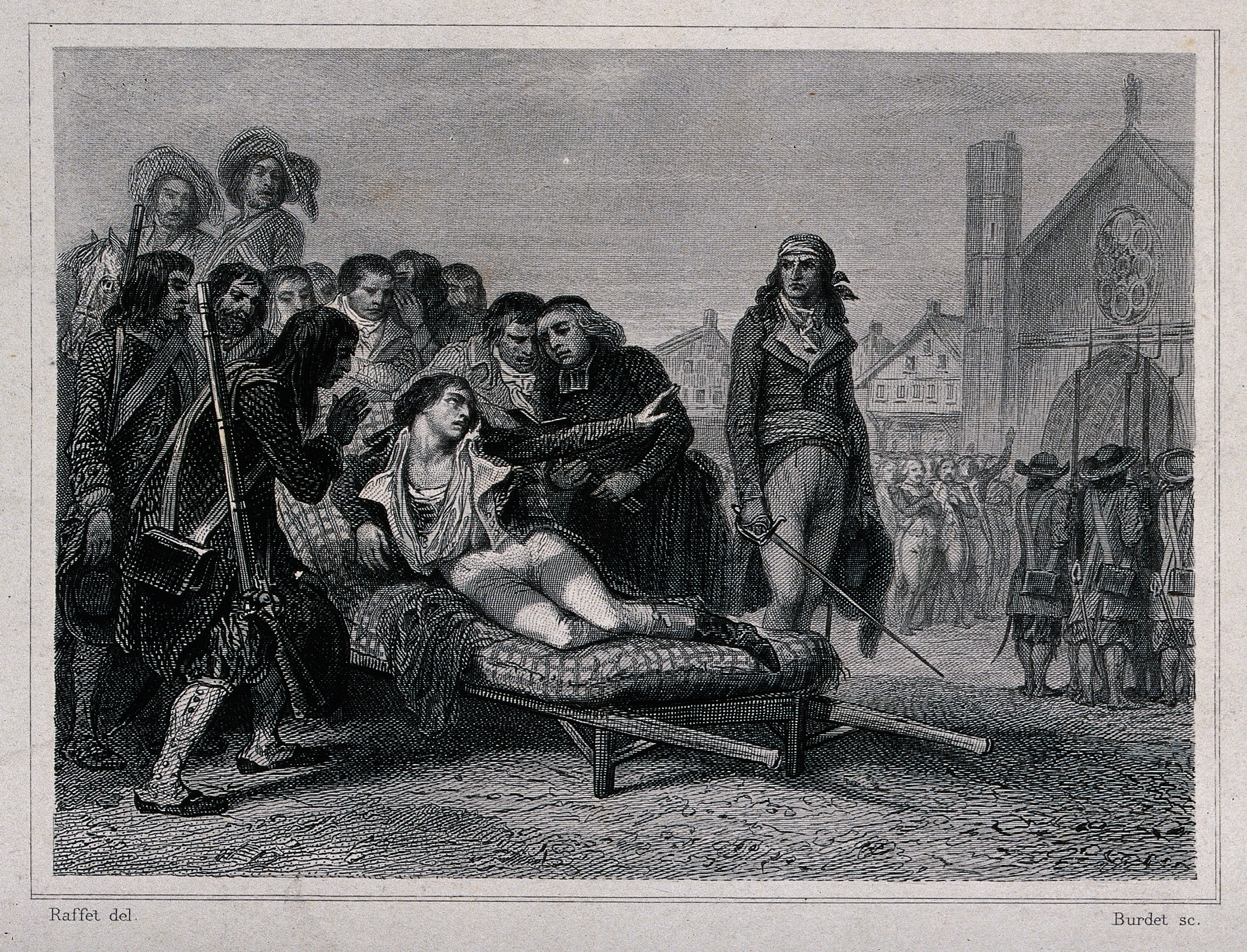
Смерть Боншана
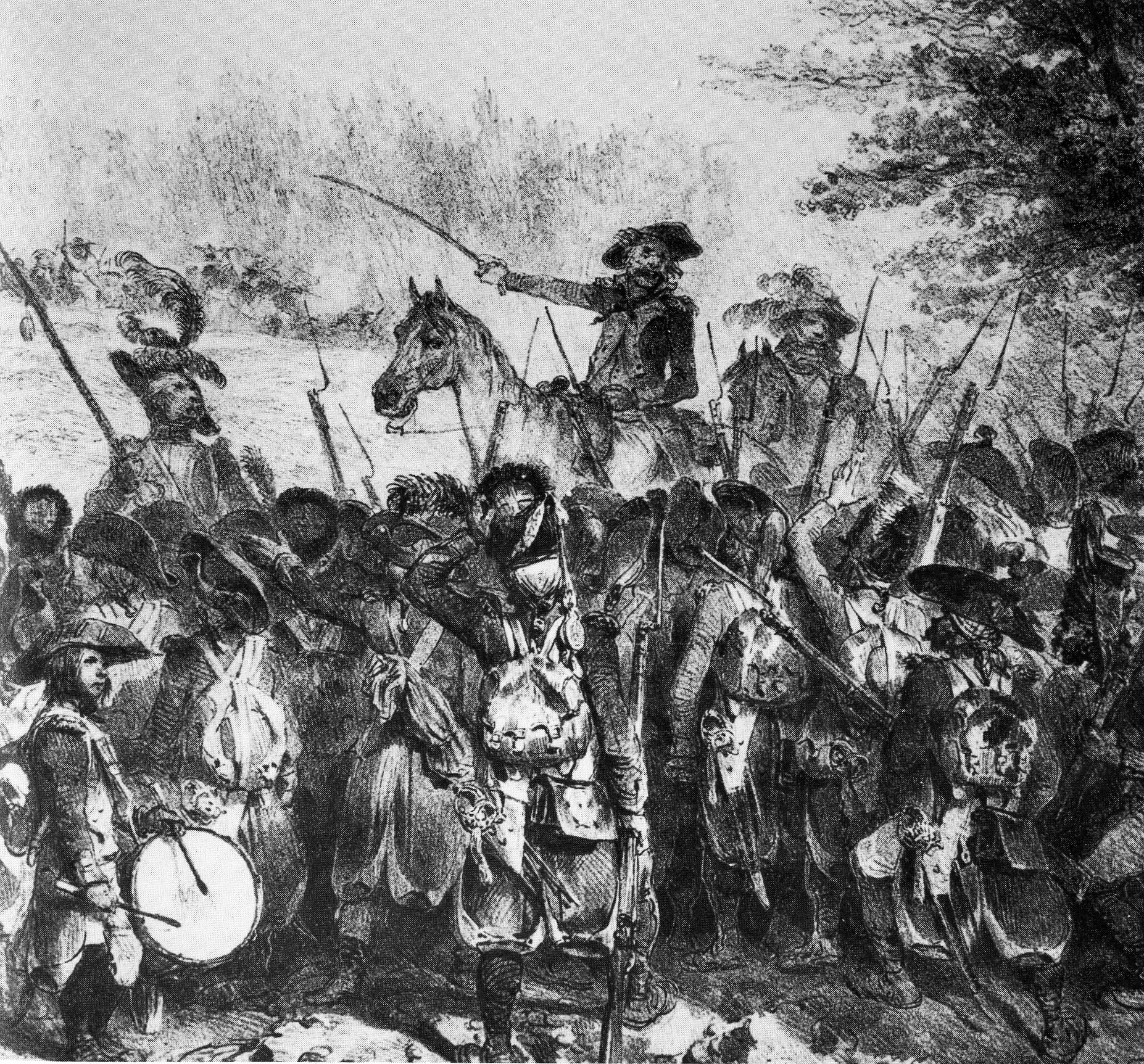
Республиканцы в Вандее
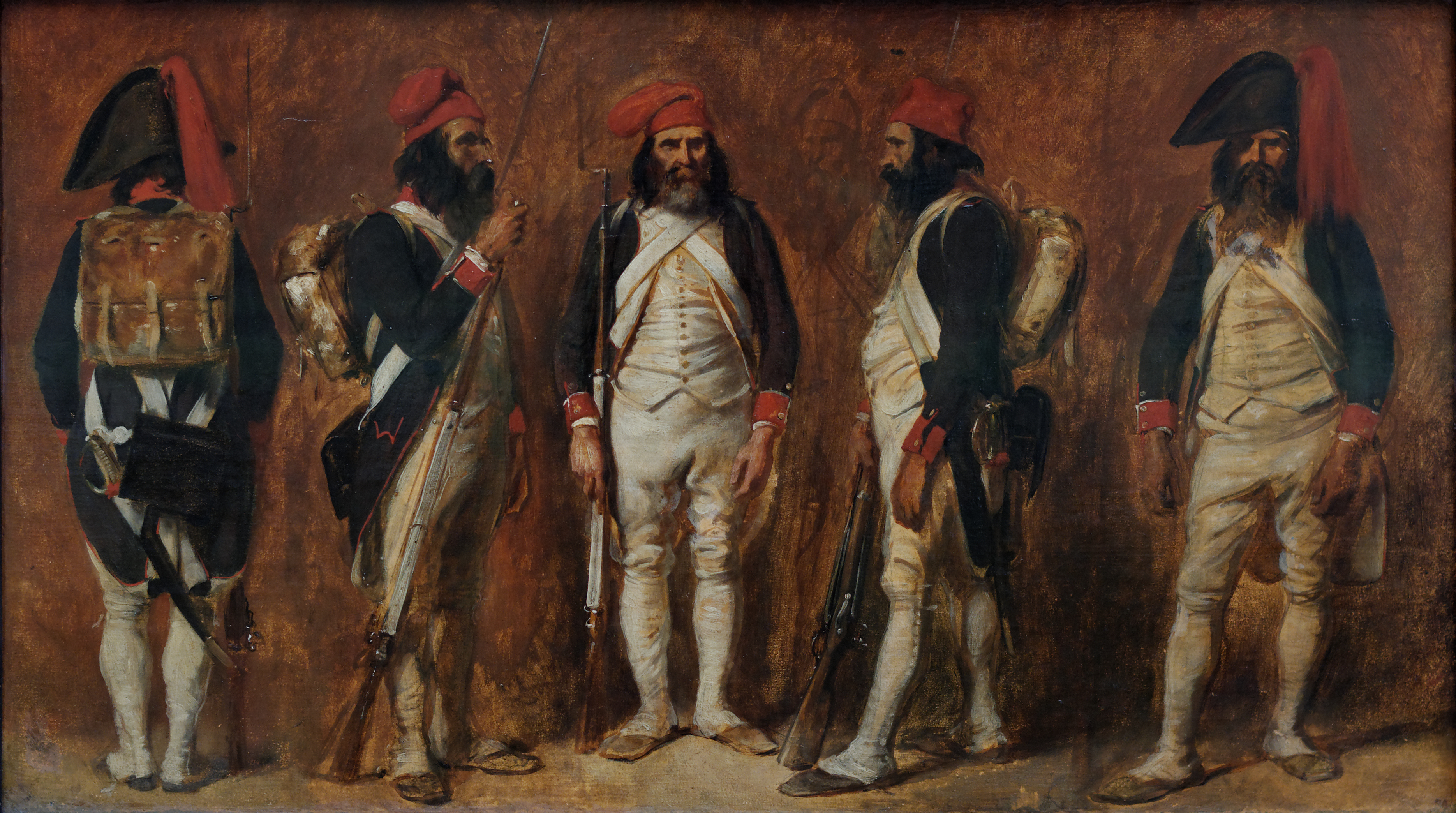
Натурщик в форме солдата Первой республики, запечатлённый с разных ракурсов.

### Наполеоновские войны

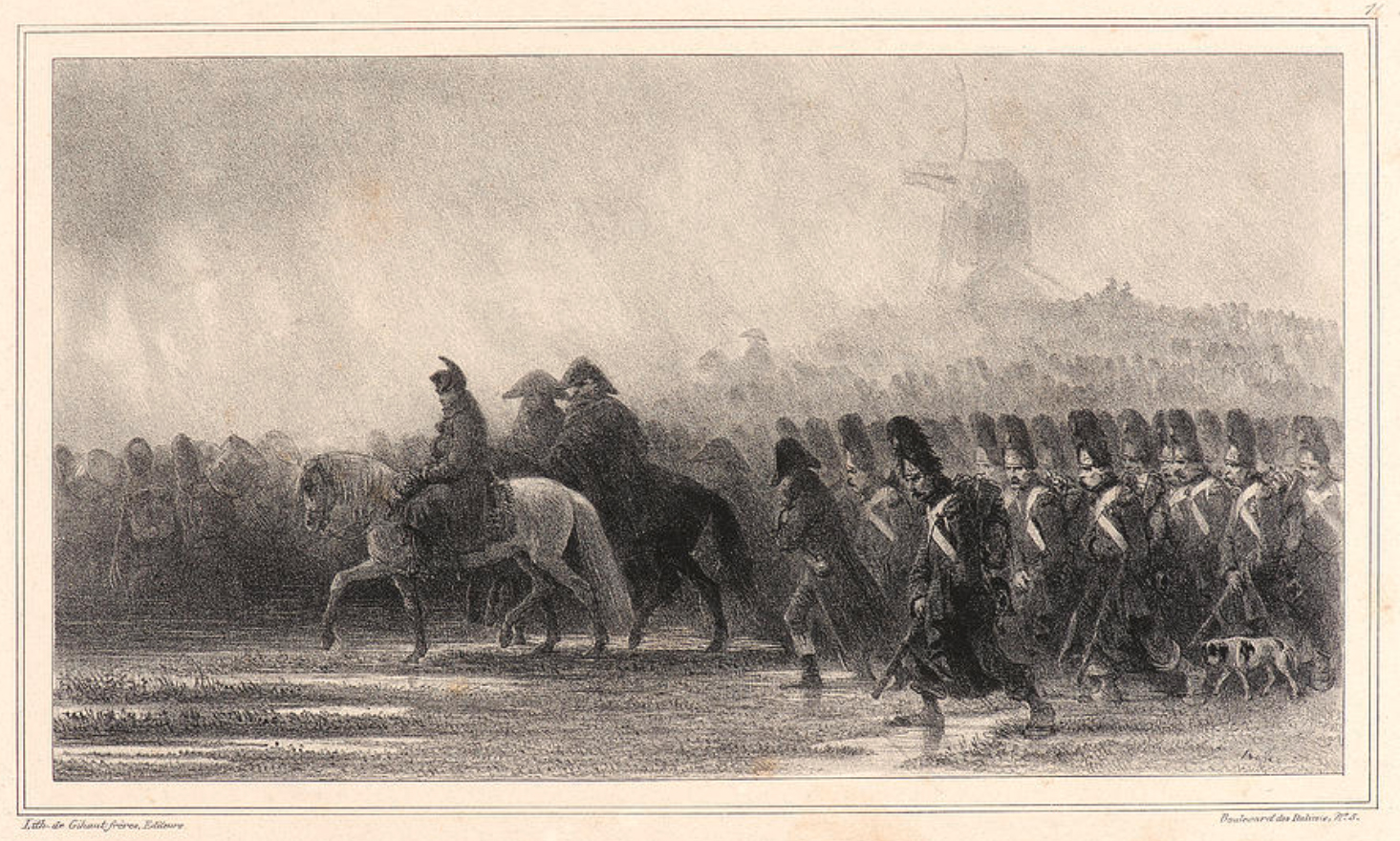
«Они ворчали, но всегда следовали за ним». Наполеон и гвардия
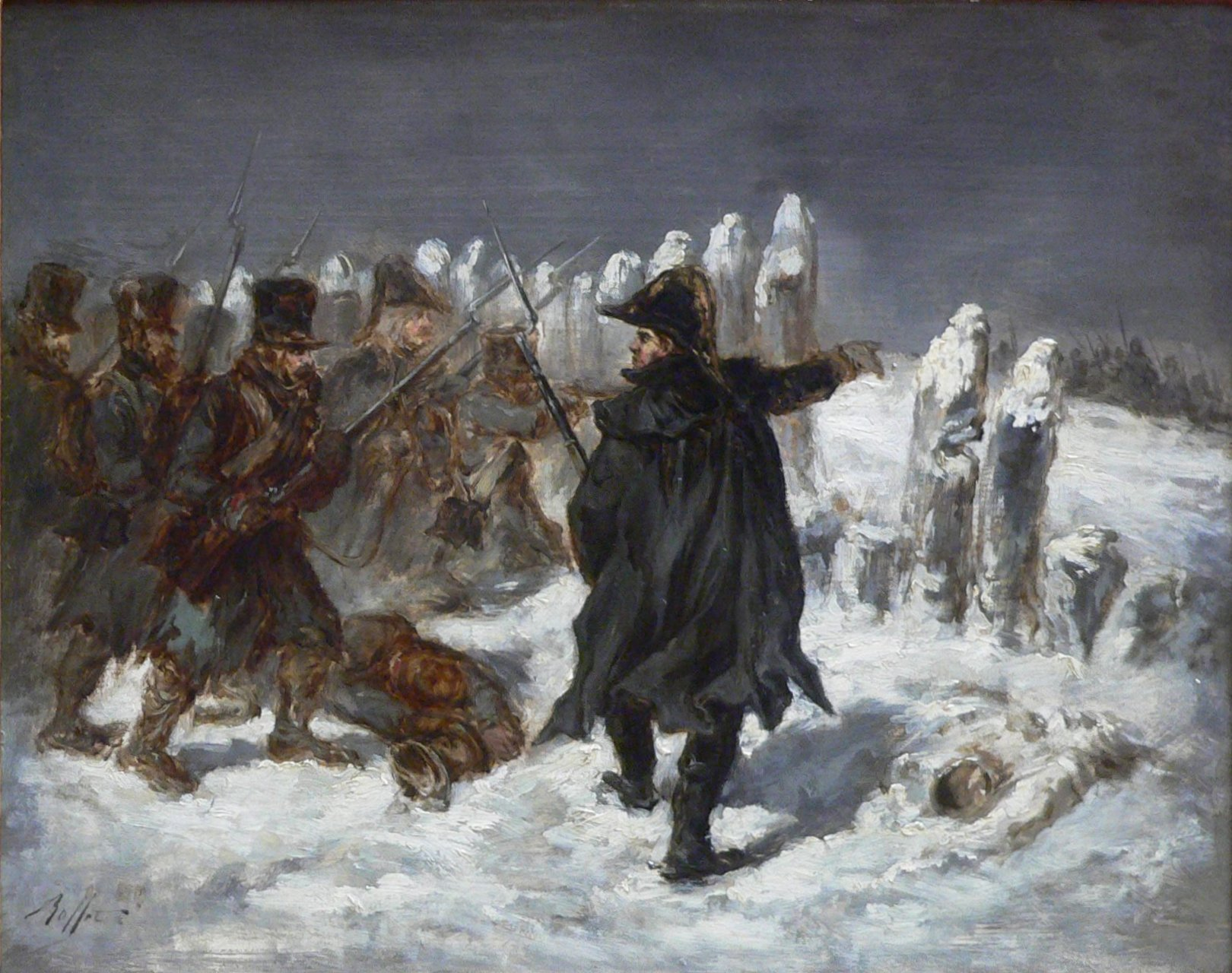
Отступление французов из России. Маршал Ней под Ковно
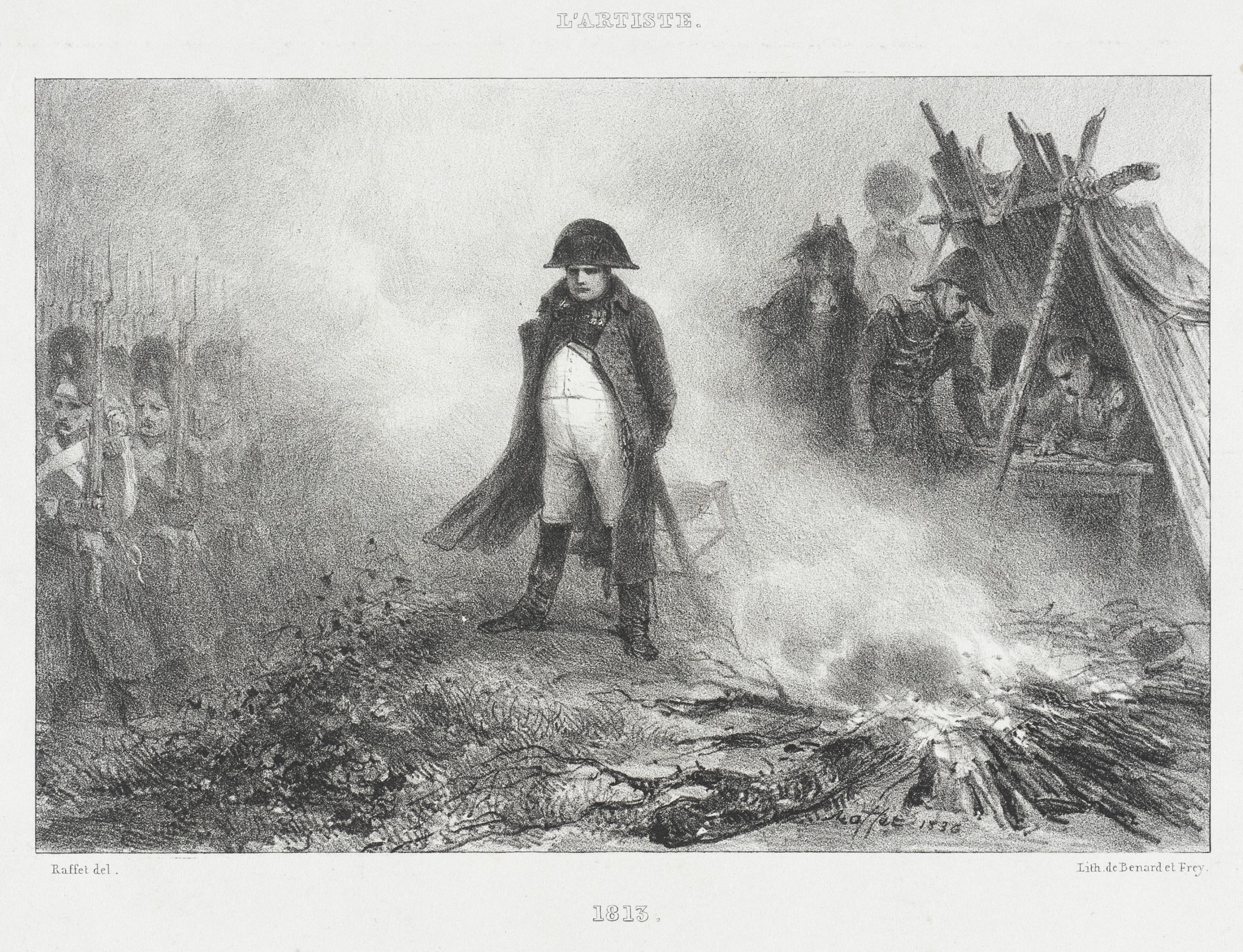
Наполеон Бонапарт
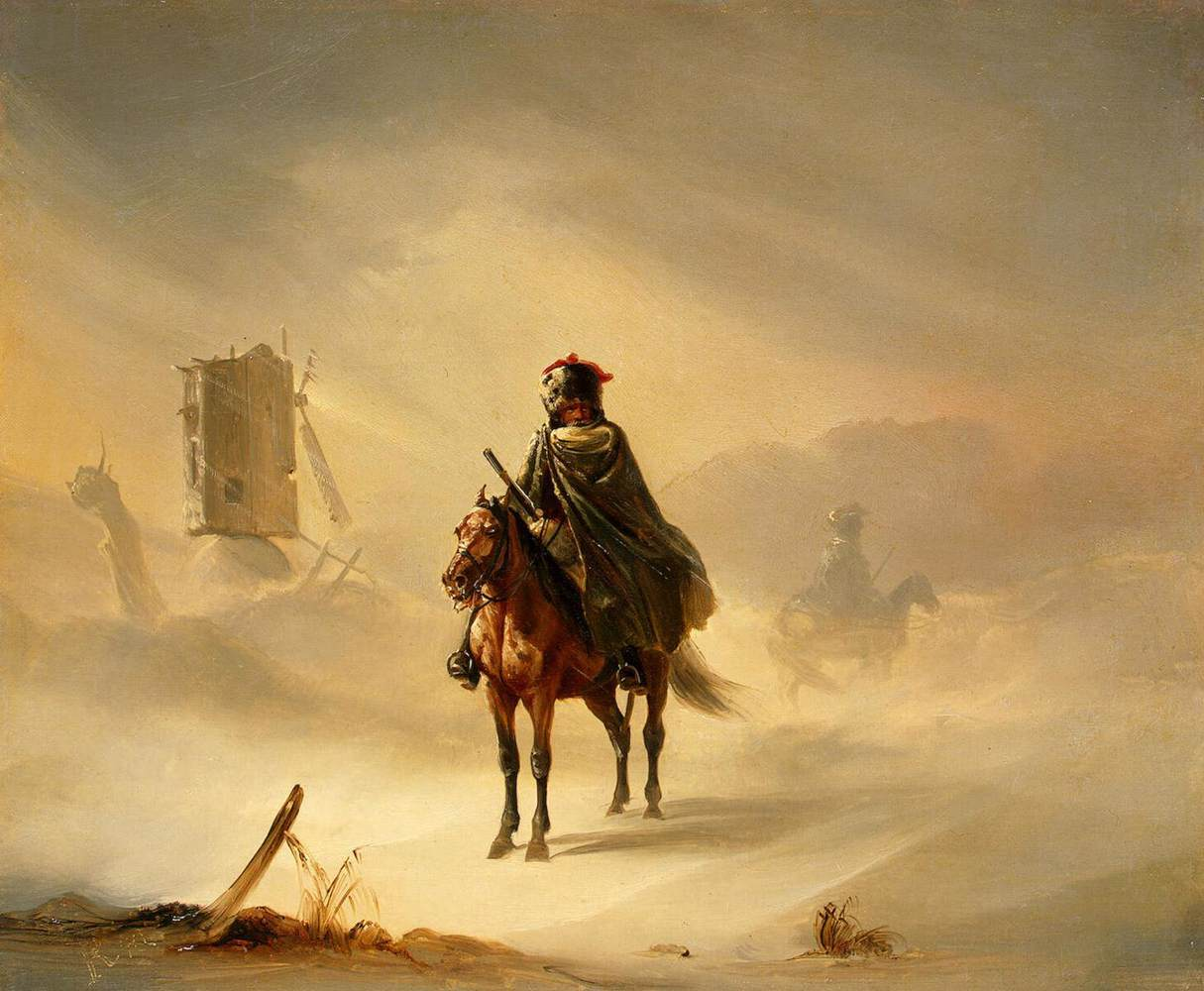
Два наполеоновских гусара в зимнем патруле
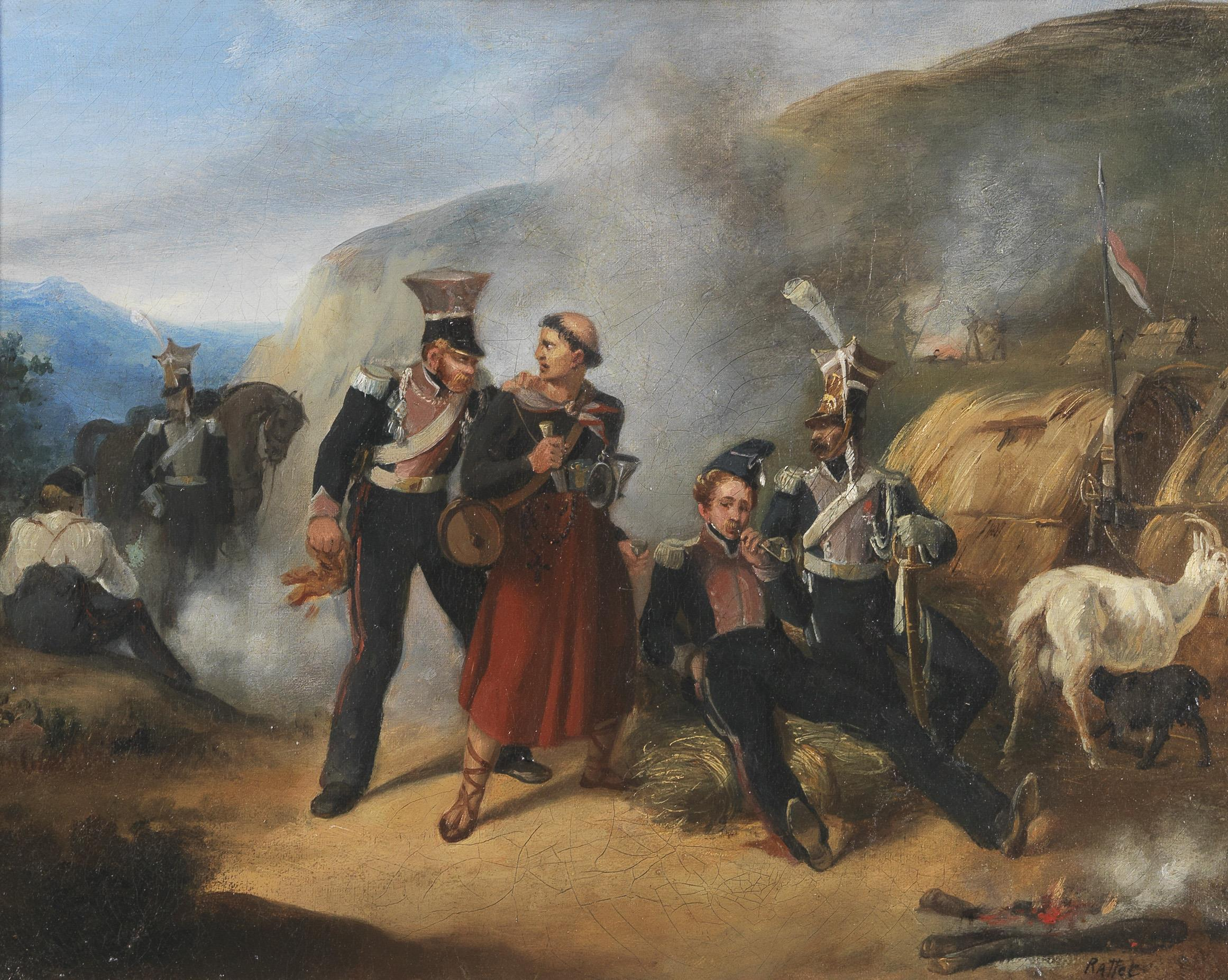
Сцена из наполеоновских войн
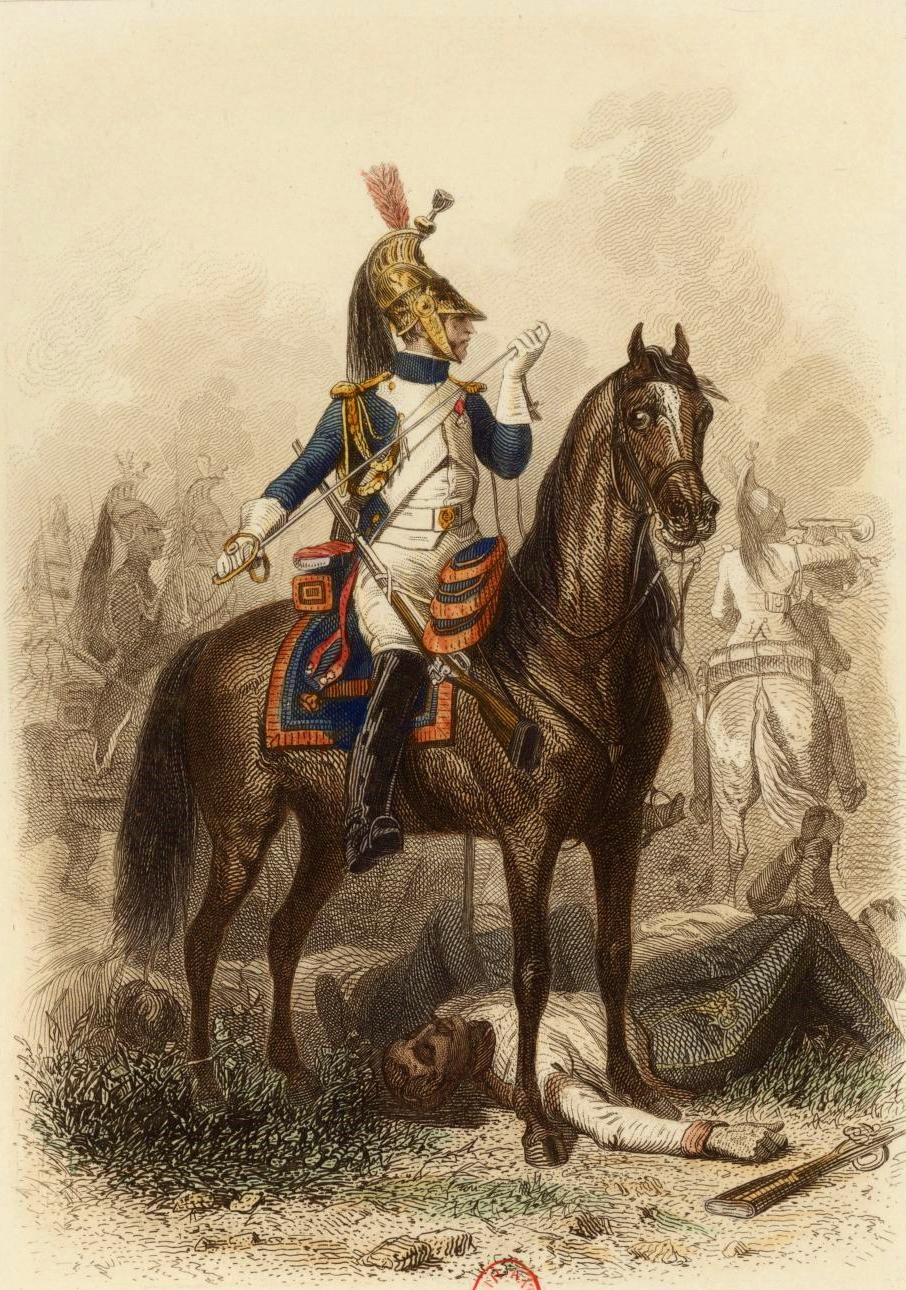
Драгун Императрицы

### Французское завоевание Алжира

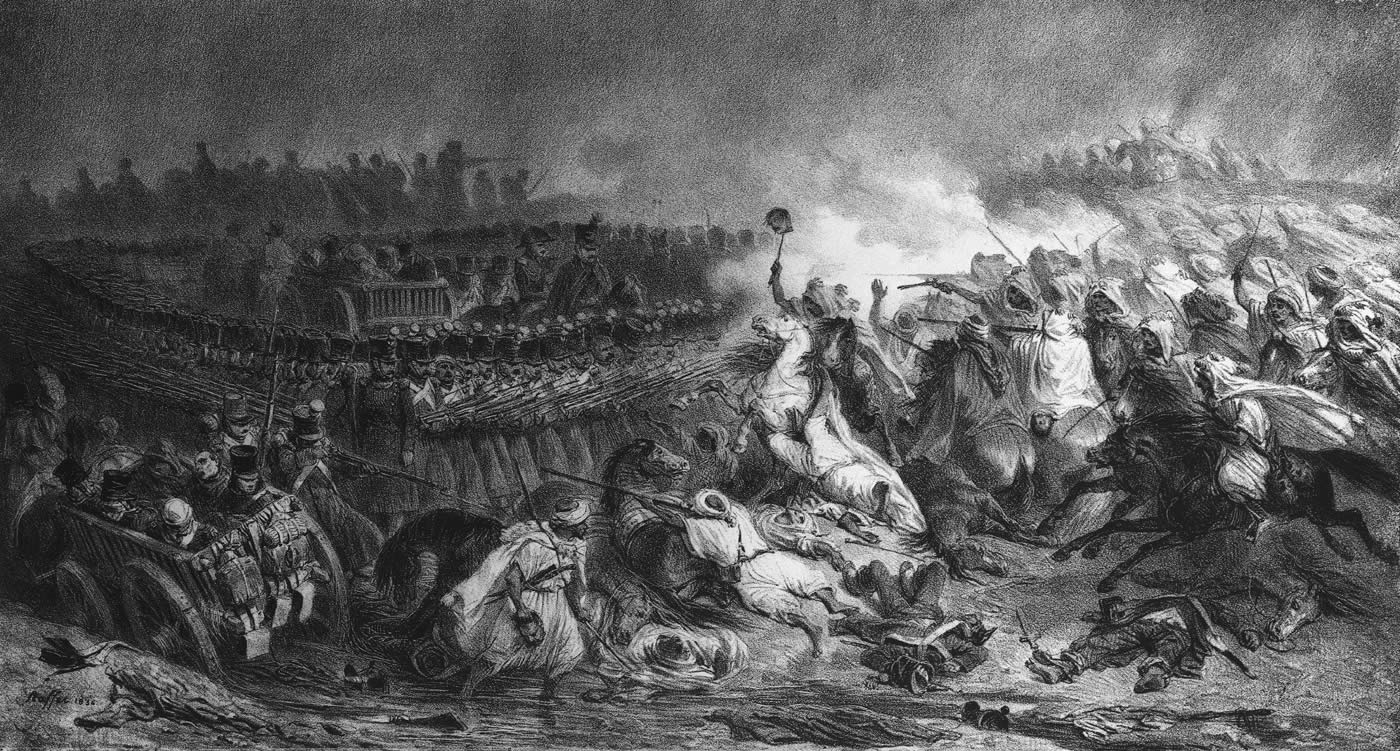
Битва под Константиной
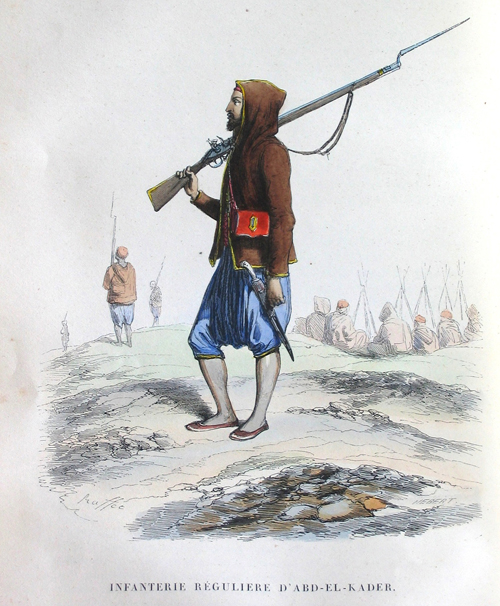
Алжирский пехотинец
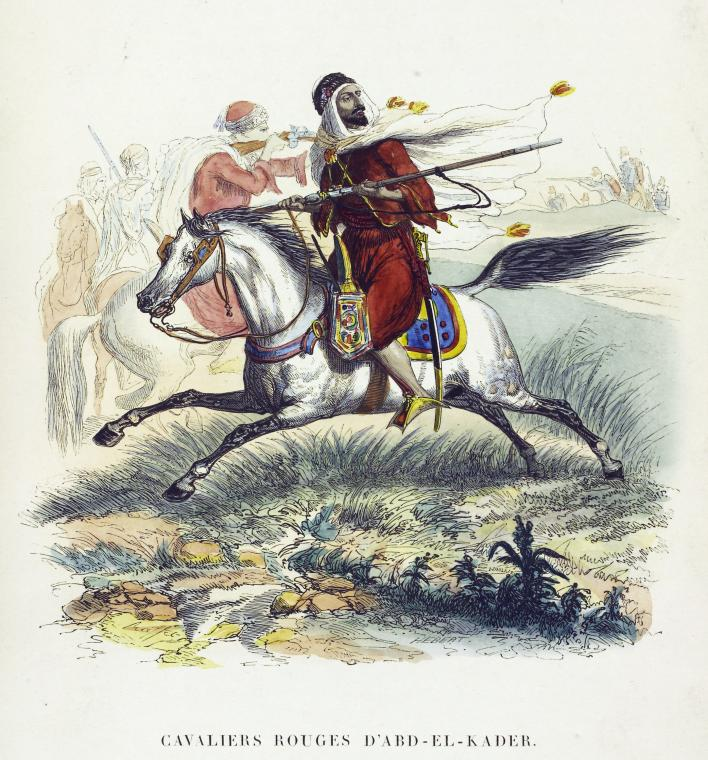
Алжирский кавалерист
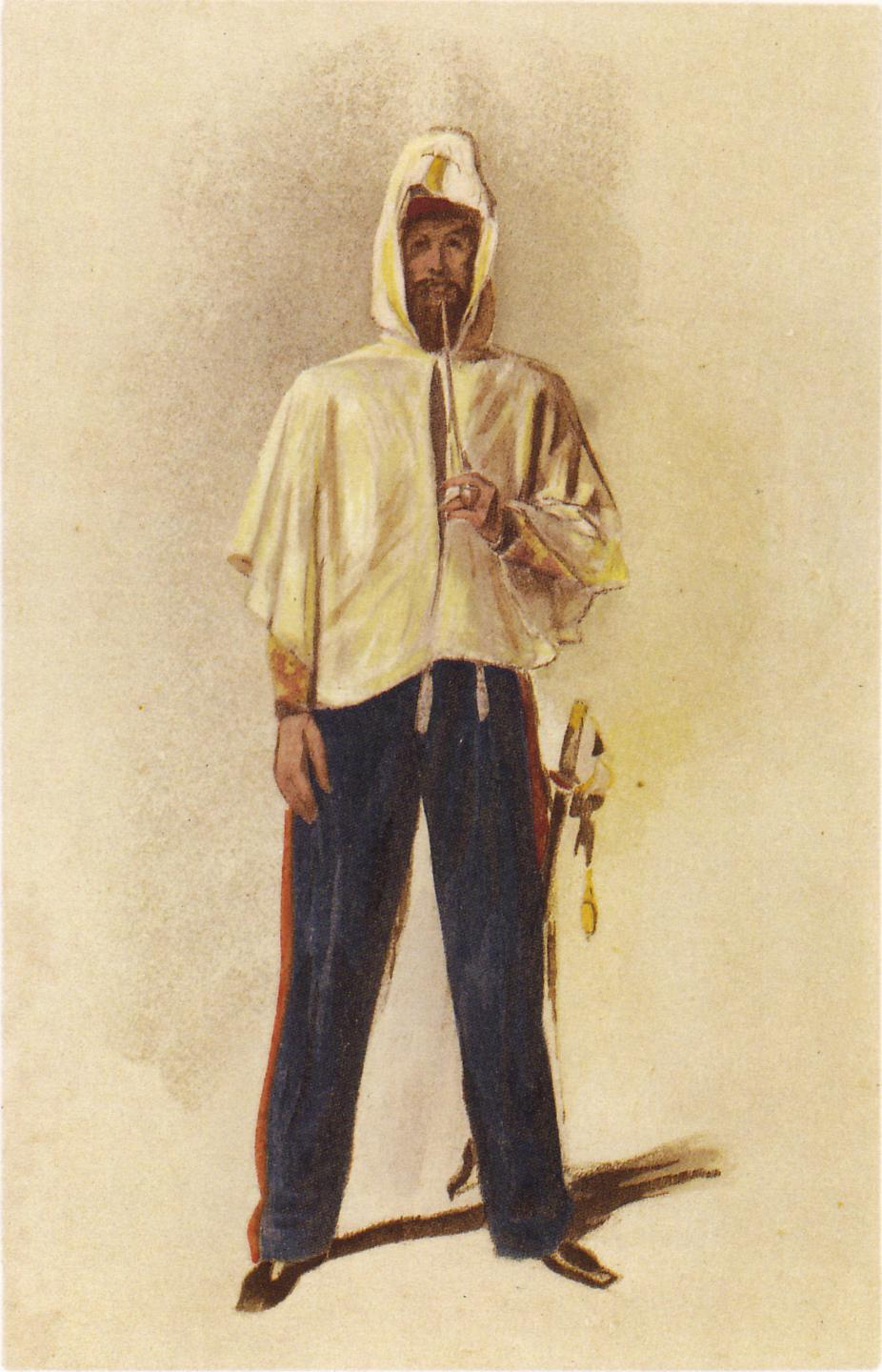
Шеф эскадрона Легран в Алжире

### Балканы,МолдавияиКрым

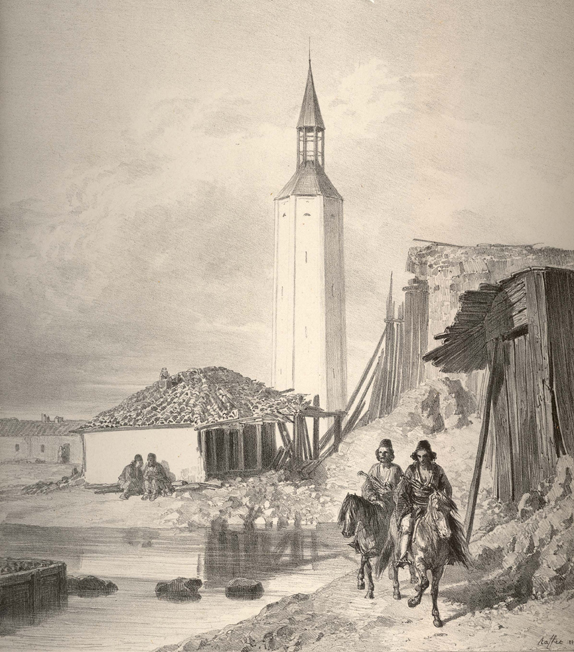
Валашский пейзаж
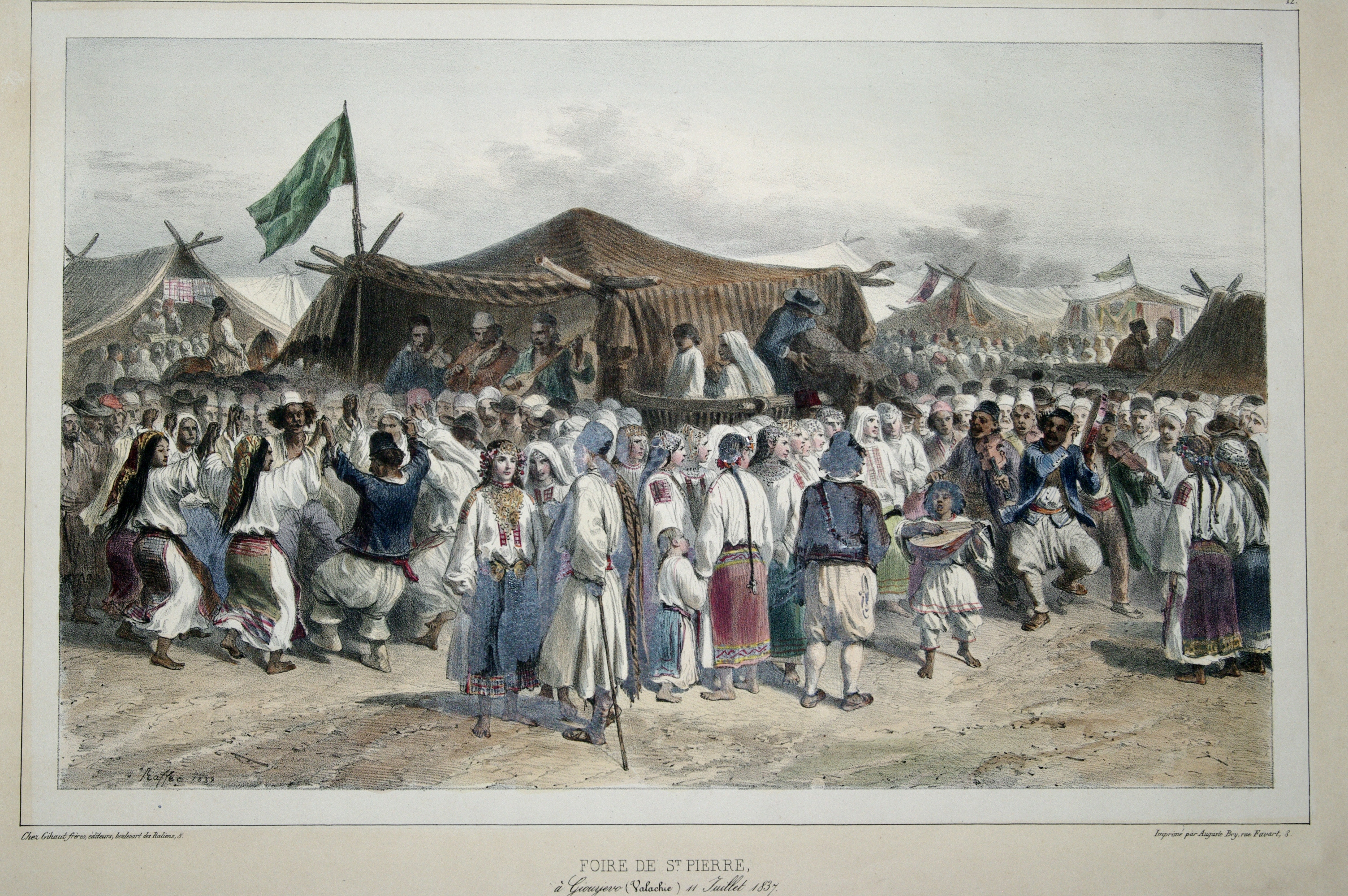
Валахия. Сельский праздник (Петров день)
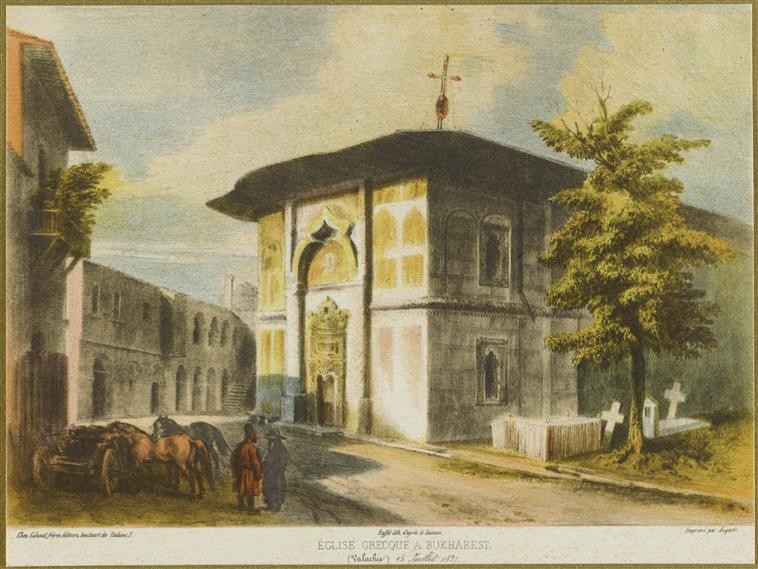
Православная церковь в Бухаресте
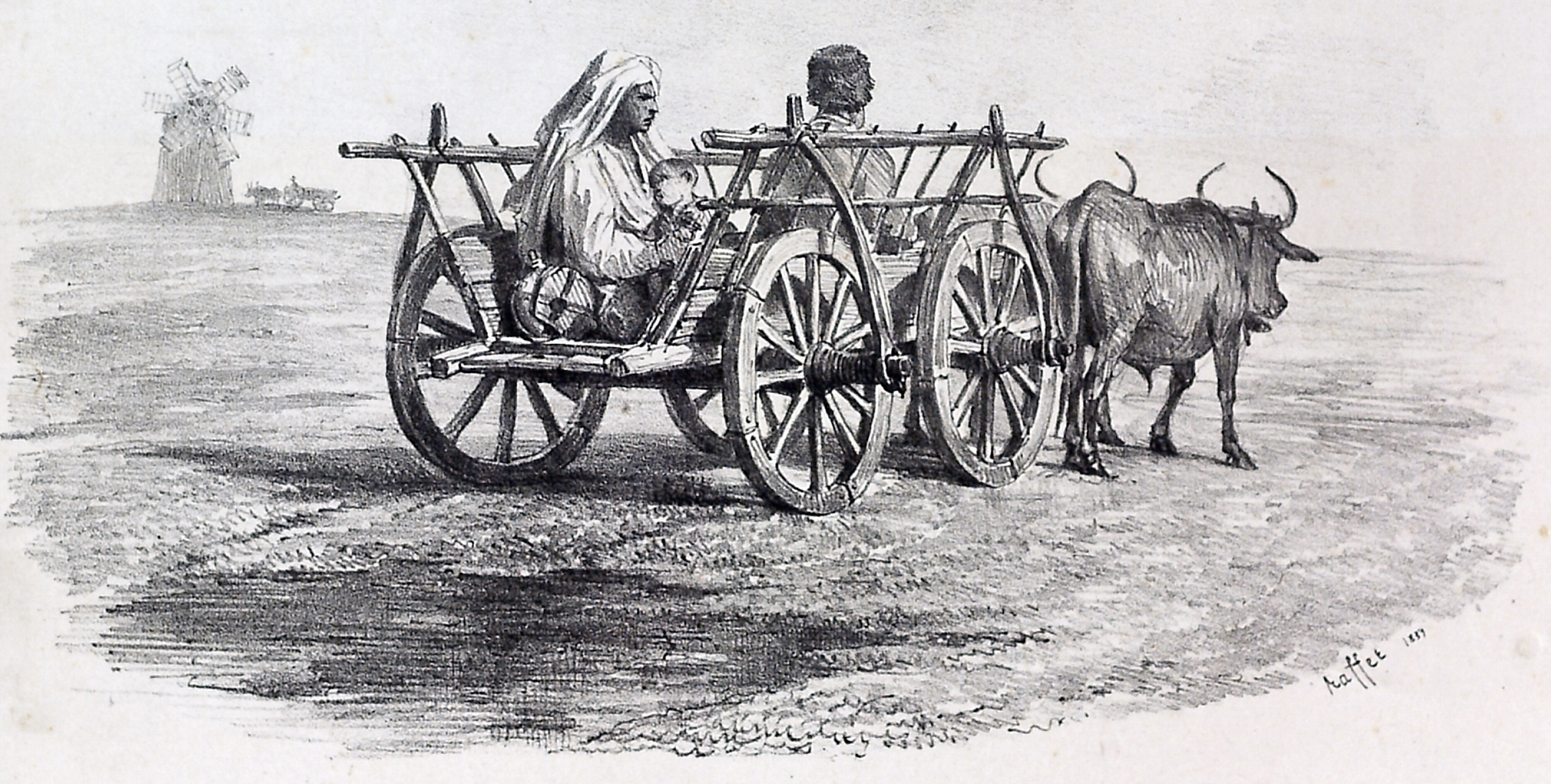
Валашская телега
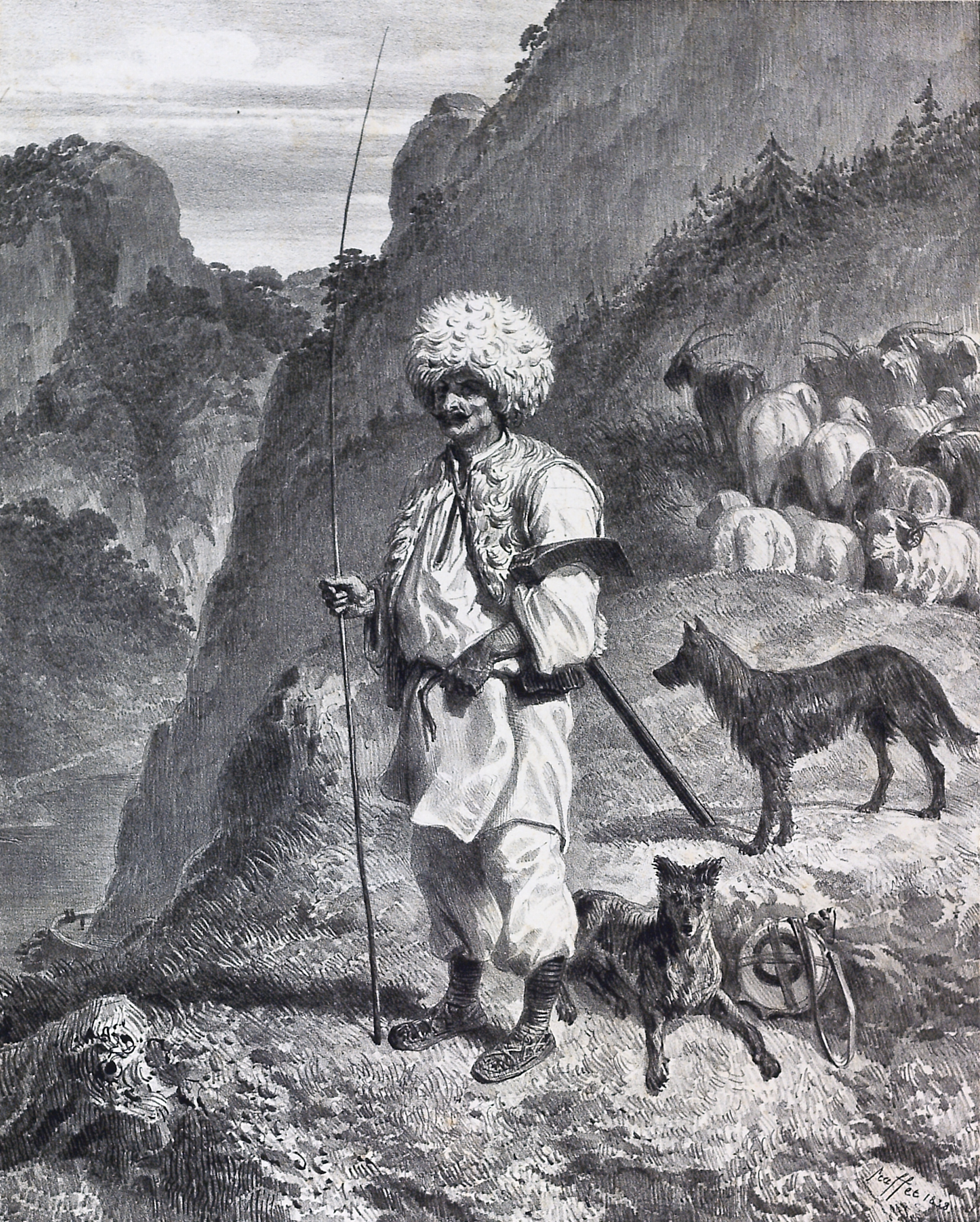
Горец Баната
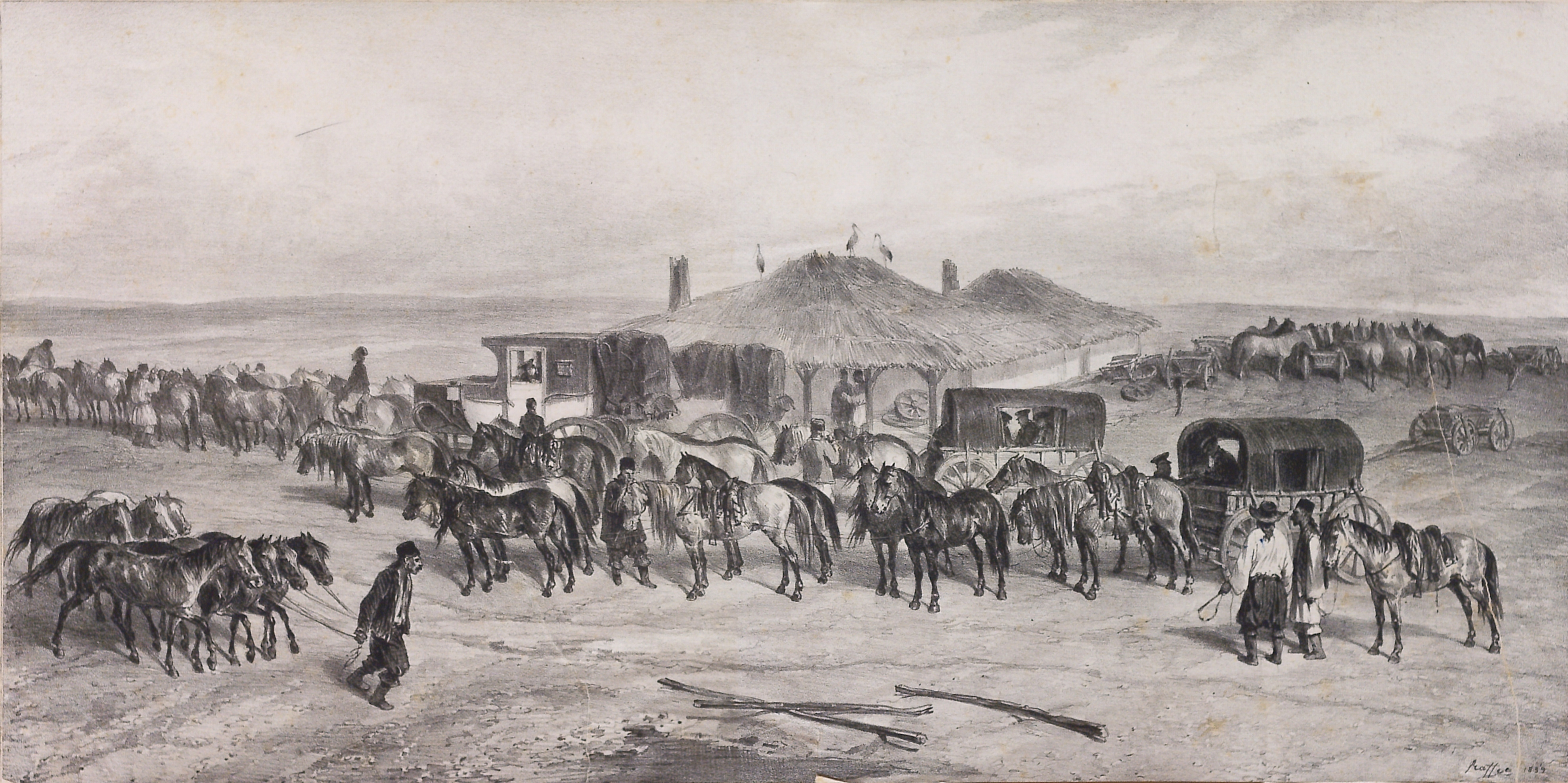
Русская почтовая станция. Бессарабия
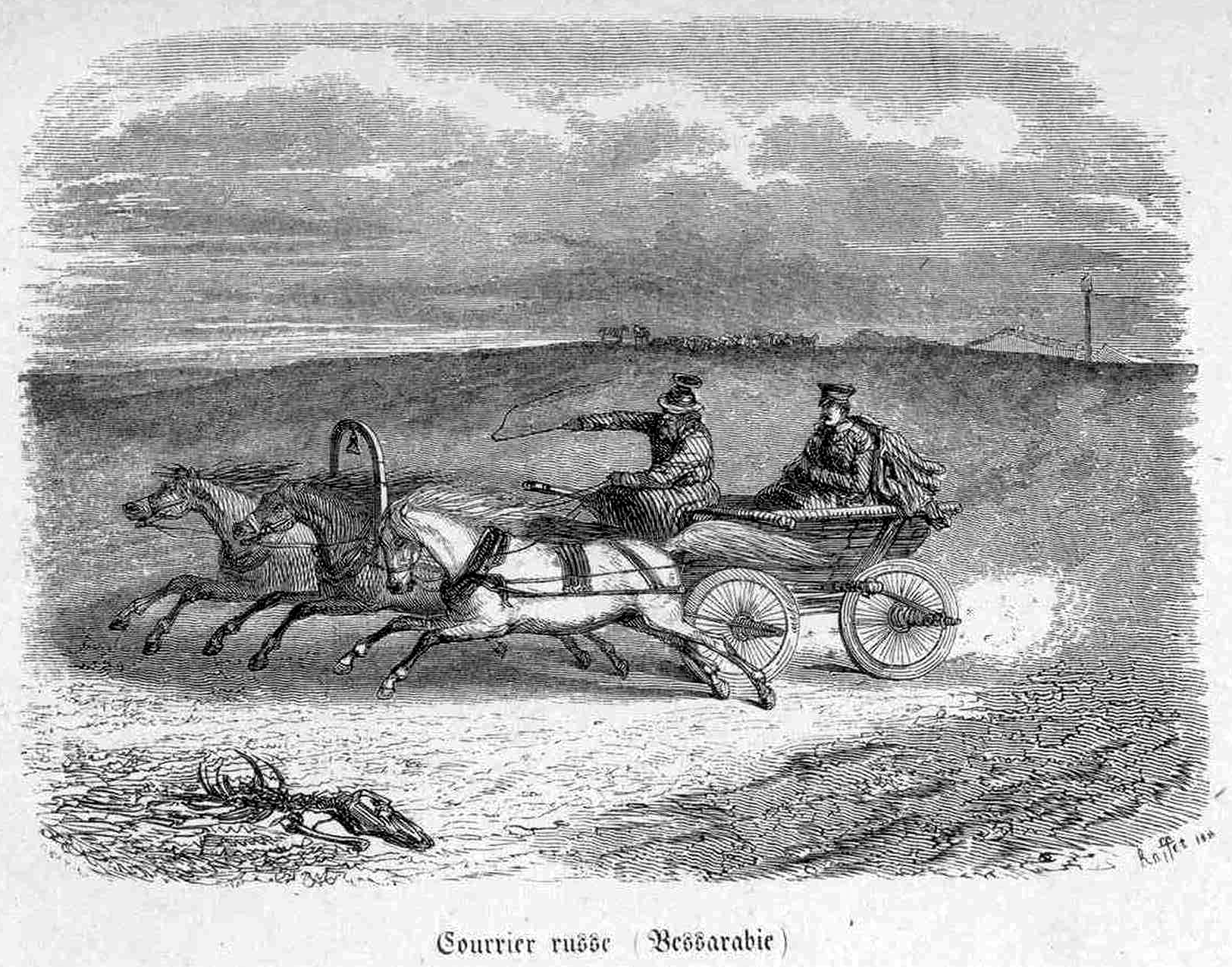
Бессарабия. Русский курьер
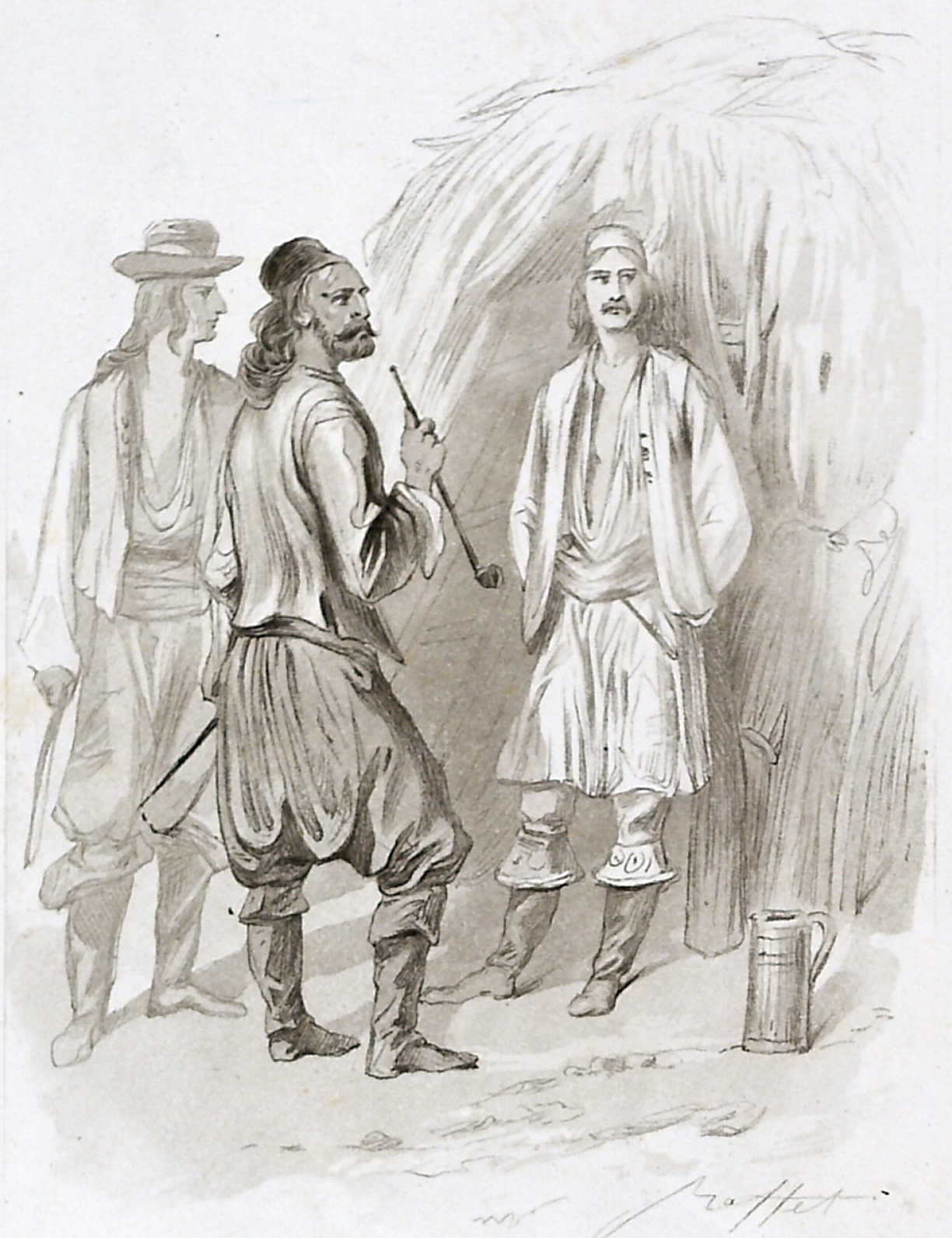
Молдаване
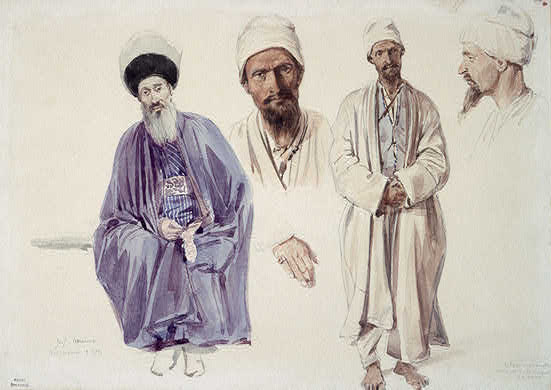
Крым. Еврей-караим и крымский татарин
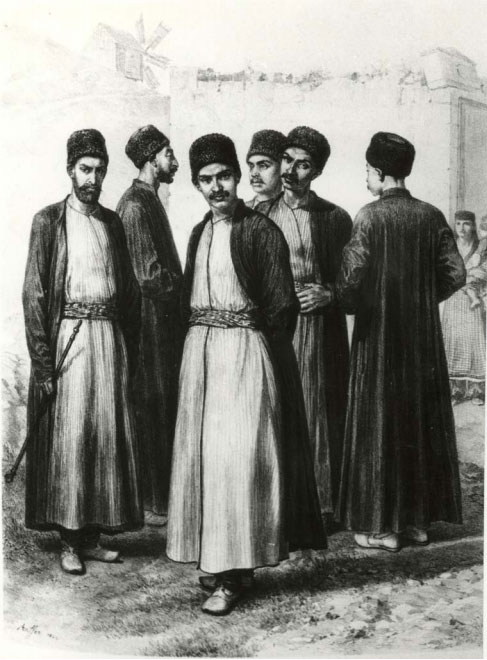
Крым. Караимы
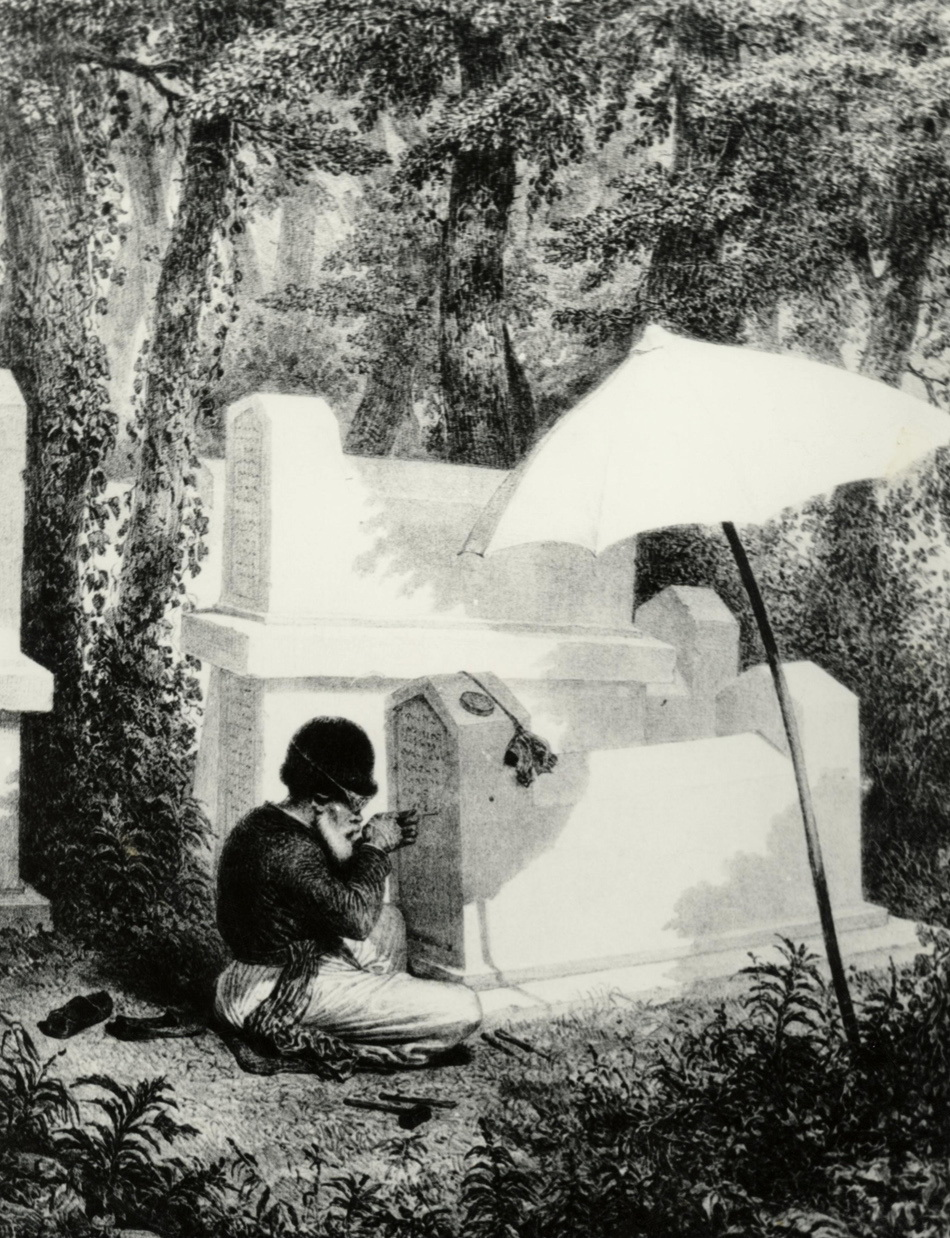
Резчик эпитафий Иегуда Казас. 1837. В Иосафатовой долине, вблизи Чуфут-Кале

### Другое

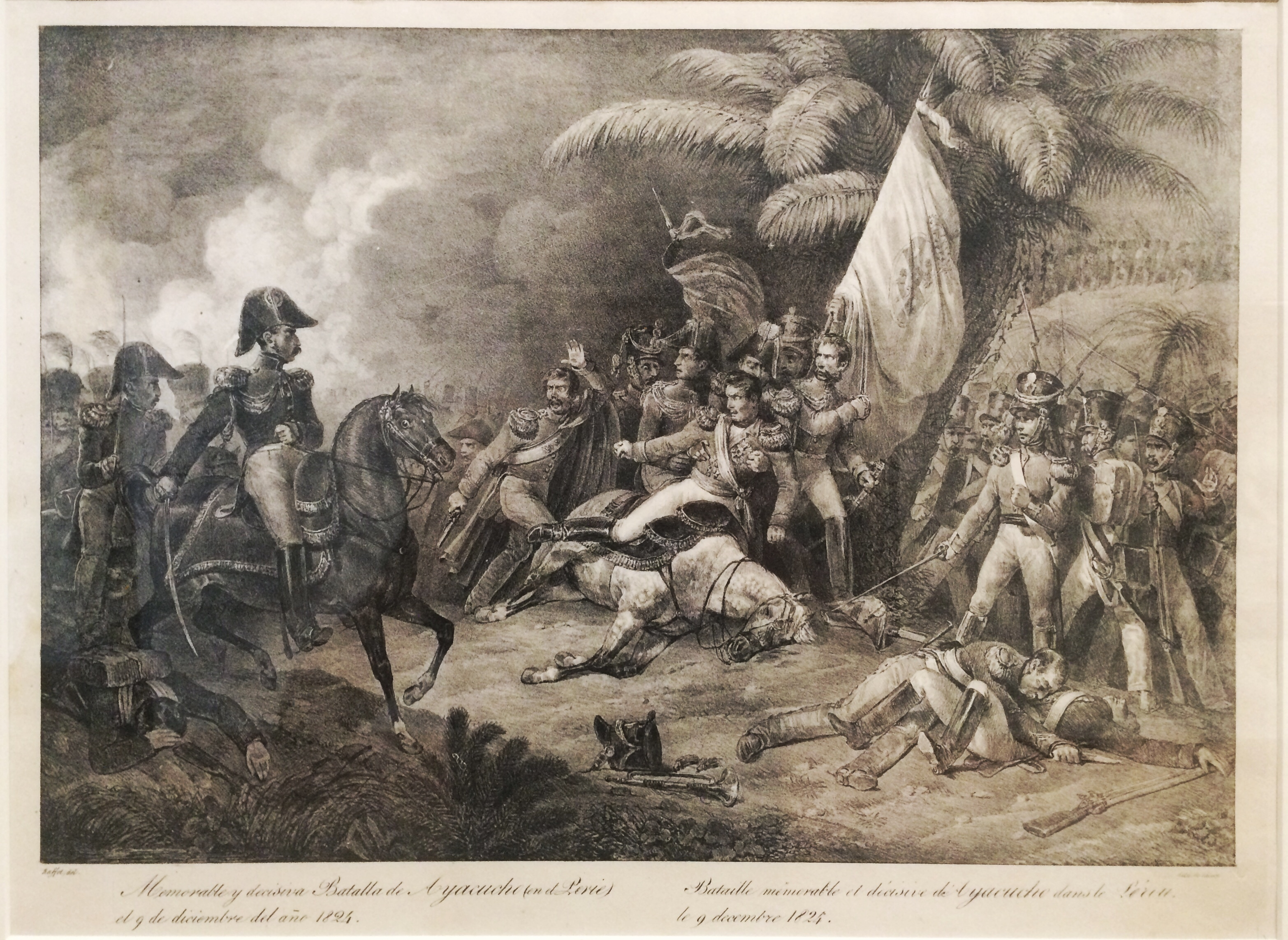
Битва при Аякучо, Перу
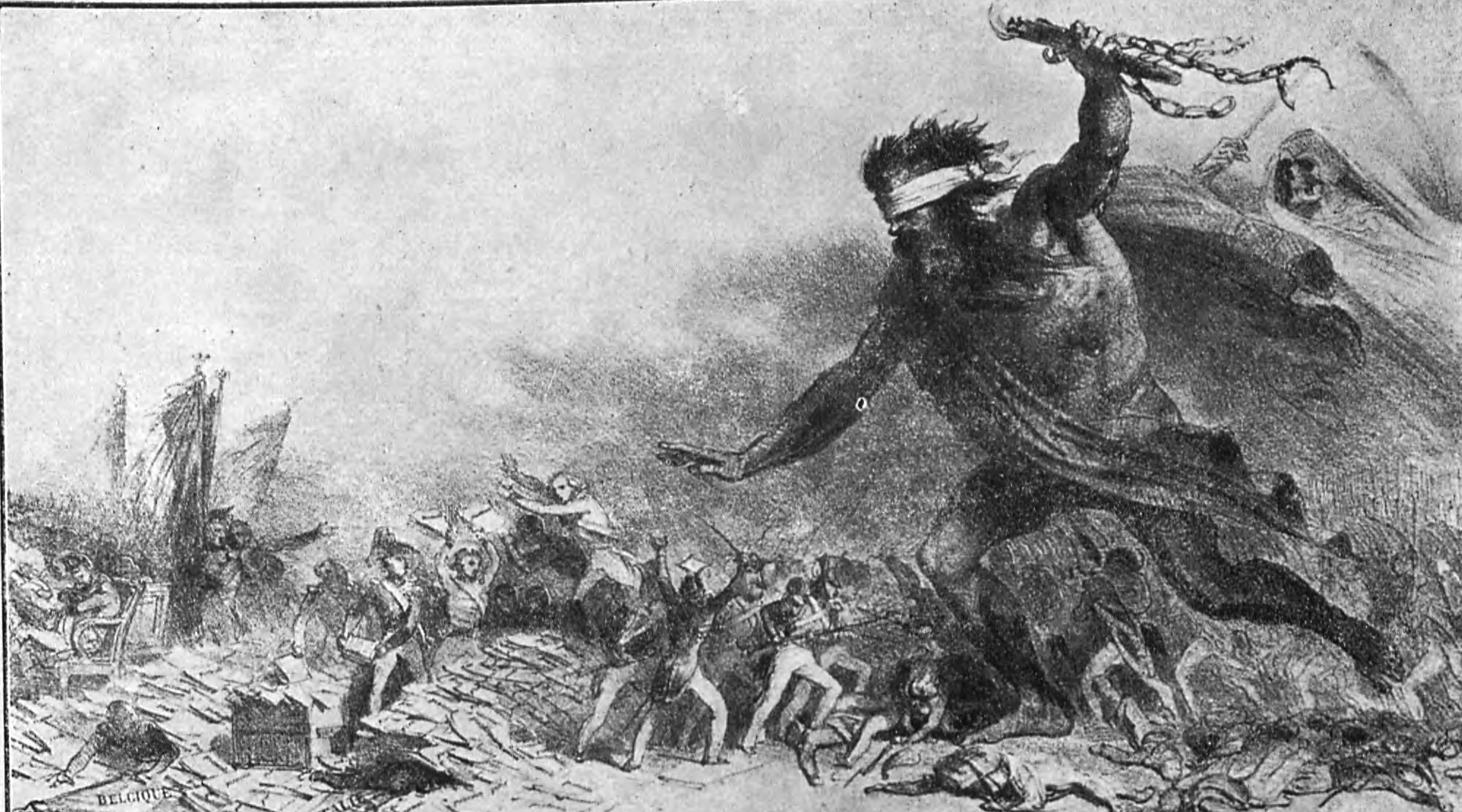
«Варварство и холера входят в Европу. Поляки сражаются.» (1831 год)